# آشفتگی در قلب‌های عاشق
آشفتگی در قلب‌های عاشق (انگلیسی: A Mix Up in Hearts) یک فیلم کمدی صامت کوتاه آمریکایی است که در سال ۱۹۱۷ منتشر شد. از بازیگران این فیلم می‌توان به اولیور هاردی و اتل برتون اشاره کرد.